# Giuseppe Giorgetti
Giuseppe Giorgetti (... – dopo il 1682) è stato uno scultore italiano.

## Biografia

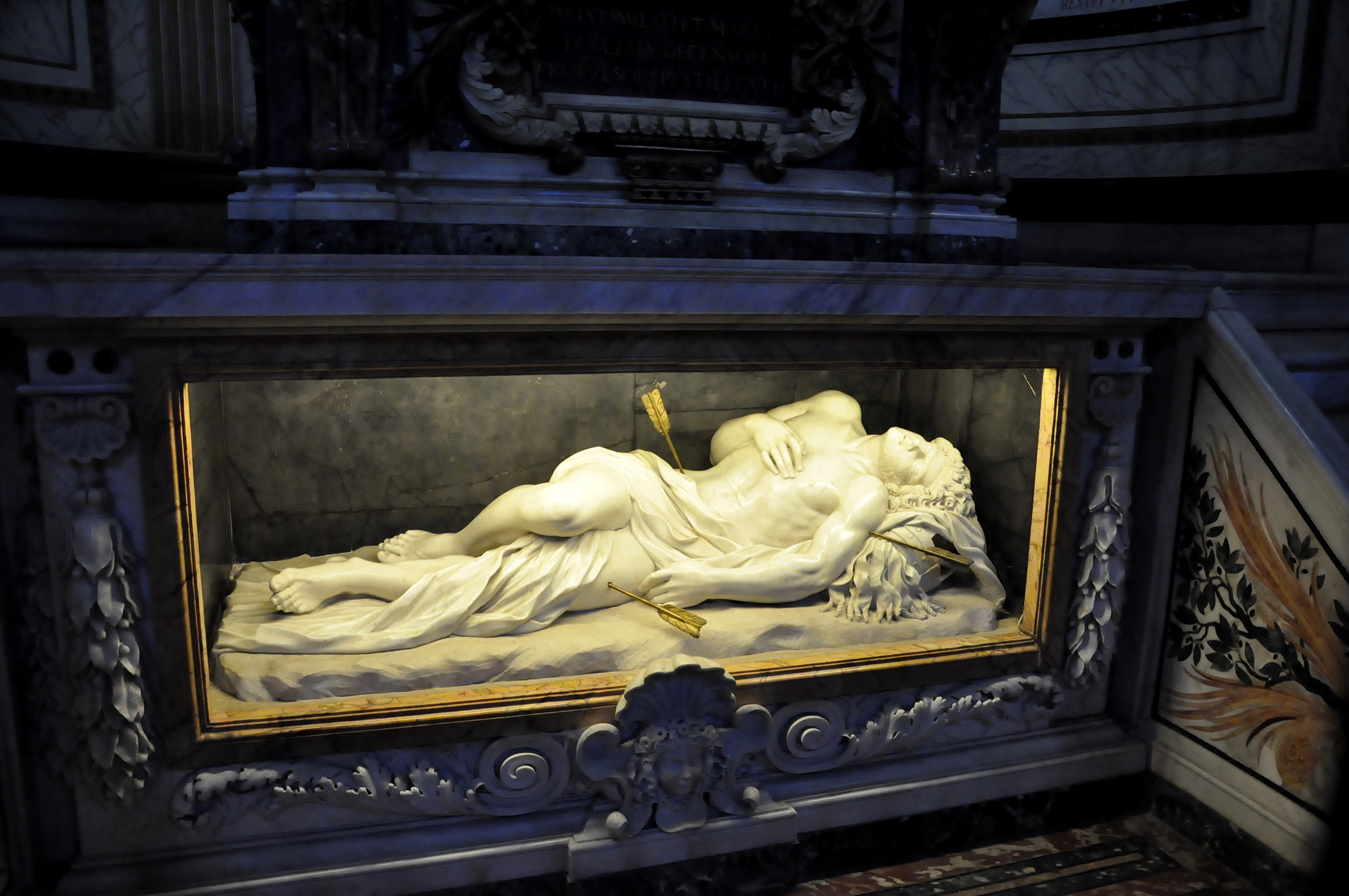
San Sebastiano nella Basilica di San Sebastiano fuori le mura

Documentato tra il 1668 e il 1682 a Roma, al principio lavorò sotto la direzione del fratello maggiore Antonio; prese in mano le redini della bottega quando il fratello morì nel 1669. Divenne anche il principale scultore della famiglia Barberini, per la quale si impegnò nel restauro di alcune sculture antiche. La più importante fu il fauno Barberini nel 1679, compito portato a compimento assieme a Lorenzo Ottoni.
Alla Certosa di Bologna si conserva un suo busto di Maria Barberini Duglioli, nipote del papa Urbano VIII, qui traslato da San Paolo in Monte forse nel 1811 e copia dell'opera di Gaetano Finelli conservata al Louvre.
Il suo capolavoro è considerato il San Sebastiano giacente per la Basilica di San Sebastiano fuori le mura lungo la via Appia, probabilmente da un modello preparato dal fratello Antonio prima della morte. Visto però il risultato artistico, ben lontano dallo stile del fratello, la storica dell'arte J. Montagu ha ritenuto che il disegno sia stato fornito dallo scultore Ciro Ferri, autore del progetto complessivo della cappella.